# コロンビア海軍艦艇一覧
コロンビア海軍艦艇一覧は、コロンビア共和国海軍が過去保有した、または現在保有する、または将来保有する予定の、未完成・計画中止を含めた歴代艦艇一覧である。
凡例

## 現有勢力（2024年現在）
- 国防予算：63億1,000万ドル[1]
- 海軍人員：1万168名[1]
- 艦船隻数：50隻（排水量20t以上）[1]

潜水艦×4
フリゲート×4
コルベット×2
哨戒艦×3
哨戒艇×21
揚陸艇×9
海洋観測艦×3
測量艦×1
設標艦×1
練習艦×1
輸送艦×1
- 航空機数：34機[1]

艦載ヘリコプター×18
陸上固定翼機×19
- コースト・ガード：船艇12隻[1]

## 艦艇一覧（近代海軍以前）

### 砲艦
機走
- ヘネラル・ネリノ（General Nerino） - 1895年、3門 ※ 河用・外輪式
- エスペランサ（Esperanza） - 1897年、3門 ※ 河用・外輪式

### 蒸気航走艦
- ラ・ポパ（La Popa）

## 艦艇一覧（近代海軍）

### 水上戦闘艦

#### 巡洋艦
草創期の巡洋艦
- アルミランテ・レソ（Almirante Lezo）[2] - 1隻

### 駆逐艦
WWII以前の駆逐艦
- アンティオキア級駆逐艦（元ポルトガル、ヴォウガ級駆逐艦）

アンティオキア（Antioquia）、カルダス（Caldas）
WWII以降の駆逐艦
- ベインテ・デ・フリオ級駆逐艦（20(Veinte) de Julio）』級 - 2隻

ベインテ・デ・フリオ（D-05 20 de Julio）、シエテ・デ・アゴスト（D-06 7(Siete) de Agosto）

### フリゲート
- 『アルミランテ・パディーヤ（Almirante Padilla）』級 - 4隻

アルミランテ・パディーヤ（FM-51 Almirante Padilla）、カルダス（FM-52 Caldas）、アンティオキア（FM-53 Antioquia）、インデペンディエンテ（FM-54 Independiente）

### 潜水艦

#### 通常動力型潜水艦
WWII以降の潜水艦
- 旧・独『206A』型 - 2隻[1]

イントレピド（S-20 Intrépido）※旧U23、
インドマブル（S-21 Indomable）※旧U24
- 独『209/1200』型 - 2隻[1]

ピハオ（SO-28 Pijao）、タイロナ（SO-29 Tayrona）

### 哨戒艦艇

#### 哨戒・警備艦艇
砲艦
- （Chercinto） - 1隻 ※ 河用砲艦

- ボリバル（Bolivar）[5] - 1隻 ※ 河用砲艦

- カルタヘナ（Cartagena）旧・モロッコ『エル・バシル』[6]

- カルタヘナ（Cartagena）級 - 3隻

カルタヘナ（Cartagena）、サンタ・マルタ（Santa Marta）、バラキーラ（Barraquilla）
哨戒艦
- 24・デ・フリオ（24 de Julio）建造中[7]

哨戒艇
- ボヤカ（Boyacá）級 - 3隻

ボヤカ（Boyacá）、カラボボ（Carabobo）、ピチンチャ（Pichincha）
- 旧・米『アイランド』型 - 3隻[8]

（Batalla de Cispatá）、（Batalla Toma de Sabanilla）、（Batalla Noche de San Juan）
- LPR-40型 - 16隻[9] ※河川哨戒艇

### 補助艦艇

#### 補給艦艇
輸送船・運送船
- ボゴタ（Bogota）[10] - 1隻

- ククタ（Cucuta）[11] - 1隻

- ボヤカ（Boyacá）[12] - 1隻

- モスケラ（Mosquera）[13] - 1隻

- コルドラ（Cordora）[14] - 1隻

- プレジデンテ・モスケラ（Presidente Mosquera） - 1隻

- ボゴトラ（Bogotra） [15] - 1隻

#### その他
ヨット
- ヘネラル・ピンソン（General Pinzon）[16] - 1隻

ランチ・艀
- カウカ（Cauca） - 1隻

- グアルダ・コスタス（Guarda Costas）級 - 4隻

グアルダ・コスタス（Guarda Costas）-1、2、3、4